# Independente Futebol São Joseense
O Independente Futebol São Joseense é um clube de futebol brasileiro sediado na cidade de São José dos Pinhais, no estado do Paraná.

## História

### Fundação e estreia em competições profissionais (2015–16)
A agremiação foi fundada no dia 22 de maio de 2015, com o objetivo de ser o "segundo time de todos", sem intenção de concorrer com as torcidas do Athletico Paranaense, Coritiba e Paraná, todos da capital. Para chamar atenção da população, o clube fez campanhas no Facebook, além de montar as categorias de base sub-15, 17 e 19, com a realização de peneiras para mostrar "que o trabalho era real". Durante esse período, o clube contou com o apoio da prefeitura, além da participação de moradores interessados em saber datas e horários das partidas dos garotos. Além disso, nas redes sociais os jogadores Alex Sandro, Dentinho e Bernard pediram força à equipe.
Em junho de 2016, foi iniciado a preparação da equipe profissional com uma série de dois amistosos: no primeiro, enfrentou o Operário, de Ponta Grossa, com o placar final terminando em 2x2. O segundo, realizado em julho, foi contra o Andraus Brasil, de Campo Largo, desta vez ganhando por 1x0. No mesmo ano, estreou na edição de 2016 da terceira divisão estadual contra o Pato Branco fora de casa, vencendo por 2x0. Treinado por Rodrigo Cabral, terminou na 3ª colocação com 10 vitórias, 3 empates e 5 derrotas, porém, apenas os dois primeiros subiam de divisão.

### Primeiro título e destaque em divisões inferiores (2017–20)
Para a disputa da edição de 2017 da terceira divisão estadual, o clube-empresa contratou 13 jogadores e manteve 5 da edição anterior. A equipe seria treinada por Ageu, ex-zagueiro e ídolo do Paraná.  Para o planejamento, participou de alguns jogos-treino contra o sub-20 do Paraná, Coritiba, Inter de Campo Largo, e um combinado do Sindicato dos Atletas Profissionais de Futebol do Paraná (SAPEPAR). Em setembro, o Estádio do Pinhão, onde o clube manda suas partidas, passou por reformas e foi adicionado grama sintética aprovado pela FIFA.
Estreou no dia 12 de outubro contra o União de Nova Fátima em casa, goleando-o por 6x0. Ao fim da primeira fase, o São Joseense terminou com 5 vitórias, 3 empates e nenhuma derrota, tendo se classificado com algumas rodadas de antecedência. Pelas semi-finais, enfrentou o Batel, em Guarapuava, onde ganhou o primeiro jogo por 2x0 com destaque para um "gol relâmpago" aos 40 segundos do primeiro tempo. No segundo jogo, desta vez em casa, venceu por 2x1, garantindo o acesso à segunda divisão pela primeira vez na história. Na final, enfrentou o Rolândia, na cidade homônima, vencendo a partida pelo placar de 1x0, com gol de Willyan aos 40 minutos do primeiro tempo. No segundo jogo, em casa, venceu novamente por 1x0, desta vez com gol de Lucy aos 26 minutos do primeiro tempo. Em sua campanha de 12 jogos, teve 9 vitórias, 3 empates e nenhuma derrota, marcando 26 gols e sofrendo apenas 4. Também tiveram o goleiro menos vazado, Juninho, além do artilheiro, Robinho, com 9 gols.
Estreou na edição de 2018 da segunda divisão no dia 11 de fevereiro contra o Cascavel CR fora de casa, vencendo por 3x2. Ao fim da primeira fase, terminou na 3ª colocação com 5 vitórias, 3 empates e 1 derrota, marcando 14 gols e sofrendo apenas 7. Terminou sua participação ao ser eliminado na 2ª colocação do Grupo B da segunda fase, na qual apenas o primeiro avançava até à final. Estreou na edição de 2019 da segunda divisão contra o Nacional-PR, vencendo por 2x1. Ao fim da primeira fase, avançou como líder com 20 pontos, sendo 6 vitórias, 2 empates e 1 derrota, marcando 18 gols e sofrendo apenas 7. Sua participação chegou ao fim no Grupo A da segunda fase, ao ser eliminado na 4ª colocação com 6 pontos, tendo 1 vitória, 3 empates e 2 derrotas, marcando 6 gols e sofrendo 7.
No mesmo ano, participou da edição de 2019 da Taça FPF, onde sagrou-se campeão do primeiro turno com 10 pontos ao vencer o Apucarana Sports por 1x0, garantindo também uma vaga na final da competição. Pelo segundo turno, a equipe terminou na 2ª colocação com 6 pontos atrás apenas do Nacional-PR, com 12 pontos. A final, em disputa por uma vaga na Série D de 2020, seria realizada no dia 6 de outubro no Estádio do Pinhão, com o técnico Luciano Slimm resaltando que o clima estava tranquilo, afirmando: "A expectativa é de um jogo bom. As campanhas das duas equipes foram bem parecidas. Esperamos fazer um bom jogo". No primeiro jogo, perderam por 1x0, porém no segundo, realizado em Rolândia, venceram por 2x1, mas acabaram perdendo nas penalidades por 3x1. Na edição de 2020 da segunda divisão, foi eliminado logo na primeira fase na 7ª colocação com 1 vitória, 5 empates e 3 derrotas, marcando 12 gols e sofrendo 16.

### Acesso à primeira divisão estadual e estreia no cenário nacional (2021–)
Já em 2021, o time sagrou-se campeão da divisão de acesso confirmando a vaga para a elite do futebol paranaense do ano de 2022.

## Títulos
| ESTADUAIS | ESTADUAIS                          | ESTADUAIS | ESTADUAIS  |
|           | Competição                         | Títulos   | Temporadas |
| --------- | ---------------------------------- | --------- | ---------- |
|           | Campeonato Paranaense - 2ª Divisão | 1         | 2021       |
|           | Campeonato Paranaense - 3ª Divisão | 1         | 2017       |

## Estatísticas

### Participações
|  | Participações em 2025 |

| Competição | Competição            | Temporadas | Melhor campanha     | Estreia | Última | P | R |
| Paraná     | Campeonato Paranaense | 4          | 6º colocado (2022)  | 2022    | 2025   |   | – |
| Paraná     | Segunda Divisão       | 4          | Campeão (2021)      | 2018    | 2021   | 1 | – |
| Paraná     | Terceira Divisão      | 2          | Campeão (2017)      | 2016    | 2017   | 1 |   |
| Paraná     | Taça FPF              | 1          | Vice-campeão (2019) | 2019    | 2019   |   |   |
| Brasil     | Série D               | 2          | 36º colocado (2023) | 2023    | 2026   | – |   |